# Намаква
Намаква (на африкаанс Namakwa) е окръг в Република Южна Африка. Намира се в провинция Северен Кейп. Главен град на окръга е Спрингбок.

## Население
108 118 (2001)

## Расов състав
(2001)
- 90 713 (83,90%)- цветнокожи
- 12 757 (11,80%)- бели
- 4523 (4,18%)- черни
- 125 (0.12)%- азиатци